# フェイクファー (アルバム)
『フェイクファー』は、日本のロックバンド・スピッツの通算8作目のオリジナルアルバム。1998年3月25日にポリドールより発売された。初回盤のみスリップケース・乳白トレイ仕様。

## 概要
『Crispy!』から『インディゴ地平線』まで約4年間プロデュースを担当した笹路正徳から離れ、ほぼセルフプロデュースとなったが、サポーターとして当時、ロックバンド、カーネーションのメンバーであった棚谷祐一を迎え、アレンジは共同で行われた。
棚谷が選ばれたのは、草野らメンバーがカーネーションの楽曲を好んで聴いていたという理由からであるが、リーダー的だった笹路に対して棚谷はメンバー寄りの立ち位置であったため、レコーディングはかなり難航していた。エンジニアには、『空の飛び方』『ハチミツ』を担当した宮島哲博が再起用されている。
『Crispy!』以降、草野はレコーディングではほとんどギターを弾いていなかったが、本作から久々にギターを弾くようになった。また、この頃はリフに凝っていたため、楽曲の中でもギターの繰り返されるフレーズが目立つ。
カバーモデルは田島絵里香。初めてメンバーによる面接が行なわれた。草野いわく「ジャケットは自信作」という。モデルはキャミソール姿であるが撮影時期は冬であり、前日に大雪が降っていた。
歌詞カードは、すべて草野本人による手書きになっている。歌詞以外の手書き文字は、アートディレクション・デザイン担当の木村豊が草野の字体を真似たものである。
オリジナル盤は廃盤となり、LAのエンジニア、スティーヴン・マーカソンによるリマスタリングが施され、2002年10月16日に再発された。元『ROCKIN'ON JAPAN』（ロッキング・オン）の鹿野淳によるライナーノーツが封入されている。

## 収録曲
| 全作詞・作曲: 草野正宗。 |                             |           |            |                     |      |
| #                        | タイトル                    | 作詞      | 作曲・編曲 | 編曲                | 時間 |
| 1.                       | 「エトランゼ」              | 草野正宗  | 草野正宗   | スピッツ & 棚谷祐一 | 1:29 |
| 2.                       | 「センチメンタル」          | 草野正宗  | 草野正宗   | スピッツ & 棚谷祐一 | 3:28 |
| 3.                       | 「冷たい頬」                | 草野正宗  | 草野正宗   | スピッツ & 棚谷祐一 | 4:04 |
| 4.                       | 「運命の人」(Album Version) | 草野正宗  | 草野正宗   | スピッツ & 棚谷祐一 | 5:11 |
| 5.                       | 「仲良し」                  | 草野正宗  | 草野正宗   | スピッツ & 棚谷祐一 | 2:41 |
| 6.                       | 「楓」                      | 草野正宗  | 草野正宗   | スピッツ & 棚谷祐一 | 5:24 |
| 7.                       | 「スーパーノヴァ」          | 草野正宗  | 草野正宗   | スピッツ & 棚谷祐一 | 3:43 |
| 8.                       | 「ただ春を待つ」            | 草野正宗  | 草野正宗   | スピッツ & 棚谷祐一 | 3:42 |
| 9.                       | 「謝々!」                   | 草野正宗  | 草野正宗   | スピッツ & 棚谷祐一 | 5:21 |
| 10.                      | 「ウィリー」                | 草野正宗  | 草野正宗   | スピッツ & 棚谷祐一 | 4:35 |
| 11.                      | 「スカーレット」(Album Mix) | 草野正宗  | 草野正宗   | 笹路正徳 & スピッツ | 3:33 |
| 12.                      | 「フェイクファー」          | 草野正宗  | 草野正宗   | スピッツ & 棚谷祐一 | 3:24 |
| 合計時間:                | 合計時間:                   | 合計時間: | 46:35      |                     |      |

### 楽曲解説
1. エトランゼ
スローテンポな短い曲。次曲への繋ぎの役目を果たしている。後にリミックスバージョンが20thシングル「流れ星」にカップリング曲として収録され、そちらは8分以上におよぶ曲となっている。最初は完全にア・カペラにする案もあった。
2. センチメンタル
前曲から一転してのロックチューン。Bメロ部分の、1弦開放のE音と2弦開放のB音のフレーズを多用したアレンジとなっている。
3. 冷たい頬
「謝々!」との両A面で先行リリースされた18thシングル。もともとシングル化の予定はなかったが、本アルバム発売の1週間前に急遽リリースされた。
4. 運命の人 (Album Version)
17thシングル。シングルは本作の4か月前にリリースされているがメンバーが出来に納得いかず、本作には再度レコーディングされたものが収録されている。シングルバージョンではキーが高かったため、半音下げたD♭で演奏されている。
5. 仲良し
17thシングル「運命の人」カップリング曲。当初、草野はA面候補として作っていた。ギターの音の配置がシングルのものとは異なっているが、理由は特に無く、単なるお遊び。アニメ『ハチミツとクローバー』の挿入歌として使用された。
6. 楓
後に19thシングルとして「スピカ」との両A面でリカットされる。
7. スーパーノヴァ
バイクをテーマにしたハードナンバー。仮タイトルは「スーパーカブ・デビル」。「革命」などそれまで避けていた言葉を歌詞に用いている。
8. ただ春を待つ
変拍子で構成されている曲。仮タイトルは「環八ラバーズ」。「渋滞に巻き込まれてイライラしているカップルの歌」を作ろうと思ったという。この「環八ラバーズ」は後にスピッツとその関係者が結成した草野球チームの名前となった。
9. 謝々!
「冷たい頬」との両A面で先行リリースされた18thシングル。ホーンセクションと女性コーラスが挿入されている。
10. ウィリー
間奏の直前に小さい音だが三輪の叫び声が入っている。仮タイトルは「ドキンちゃん」。
11. スカーレット (Album Mix)
15thシングル。笹路正徳プロデューサーとの最後のシングルである。本作では宮島哲博によってリミックスされている（オリジナルバージョンのエンジニアは森山恭行）。シングルでセンター定位だったアルペジオのギターが右定位に、左チャンネルのコンプレッサーの効いたエレキによるリズムギターのバランスが大きくなっている。
12. フェイクファー
タイトルチューン。イントロのギターは草野。

## アナログ盤
限定アナログ盤が1998年7月7日にリリースされた。ホワイト・クリア・ビニール仕様で、ひとし&ザ・ゆたかによるオリジナルコミックを収録している。曲順や構成は以下の通り。
| 全作詞・作曲: 草野正宗。 |                             |          |            |      |
| #                        | タイトル                    | 作詞     | 作曲・編曲 | 時間 |
| 1.                       | 「エトランゼ」              | 草野正宗 | 草野正宗   | 1:29 |
| 2.                       | 「センチメンタル」          | 草野正宗 | 草野正宗   | 3:28 |
| 3.                       | 「冷たい頬」                | 草野正宗 | 草野正宗   | 4:04 |
| 4.                       | 「運命の人」(Album Version) | 草野正宗 | 草野正宗   | 5:11 |
| 5.                       | 「仲良し」                  | 草野正宗 | 草野正宗   | 2:41 |
| 6.                       | 「楓」                      | 草野正宗 | 草野正宗   | 5:24 |
| 合計時間:                | 合計時間:                   | 22:17    |            |      |

| 全作詞・作曲: 草野正宗。 |                             |          |            |      |
| #                        | タイトル                    | 作詞     | 作曲・編曲 | 時間 |
| 1.                       | 「スーパーノヴァ」          | 草野正宗 | 草野正宗   | 3:43 |
| 2.                       | 「ただ春を待つ」            | 草野正宗 | 草野正宗   | 3:42 |
| 3.                       | 「謝々!」                   | 草野正宗 | 草野正宗   | 5:21 |
| 4.                       | 「ウィリー」                | 草野正宗 | 草野正宗   | 4:35 |
| 5.                       | 「スカーレット」(Album Mix) | 草野正宗 | 草野正宗   | 3:33 |
| 6.                       | 「フェイクファー」          | 草野正宗 | 草野正宗   | 3:24 |
| 合計時間:                | 合計時間:                   | 24:18    |            |      |

## 参加ミュージシャン
- 草野マサムネ：Vocals, Guitars, Guitar Solo (12)
- 三輪テツヤ：Guitars, Scream (10)
- 田村明浩：Bass Guitars, Fender VI Solo (3)
- 崎山龍男：Drums, Percussion
- 棚谷祐一：Acoustic Piano, Organ, Synthesizer, Sampler, Programming
- 笹路正徳：Keyboards (11)
- 三沢泉：Percussion (2.8.9)
- 田村玄一：Pedal Steel (6)
- 数原晋、横山均、白山文男：Trumpet (9)
- 中川英二郎、松本治、清岡太郎：Trombone (9)
- E-Cups（坂井利依子、鈴木清華、柴田章子）：Background Vocal (9)
- 飯田高広 (blue sofa)：Programming (1)
- 伊藤俊治 (HAM)：Programming (5)